# Diana Anaid
Diana Anaid, pseudonimo di Diana Gosper (Newcastle, 8 aprile 1976), è una cantautrice australiana.

## Biografia
Diana Anaid ha pubblicato il suo album di debutto, Diana ah Naid, nel 1997, grazie al quale si è procurata un contratto discografico con la Origin Records. Dal disco è stato estratto I Go Off, che ha raggiunto la 34ª posizione della ARIA Singles Chart e che ha ricevuto una candidatura agli ARIA Music Awards. Nel 1998 si è esibita nei concerti dei Cake, Wendy Matthews e The Whitlams, oltre al South by Southwest nel Texas. L'anno successivo è uscito il secondo album I Don't Think I'm Pregnant e, tra il 1999 e il 2000, è stata candidata altre tre volte agli ARIA Music Awards, in particolare per la "Migliore artista femminile". Sempre nel 2000 è partita in tournée in Australia con Monique Brumby e Deborah Conway e quattro anni più tardi è uscito il suo terzo album Beautiful Obscure su etichetta Five Crowns Records di Paul Palmer. Da allora sono stati pubblicati altri due album in studio, uno eponimo nel 2010 e My Queen nel 2017, quest'ultimo promosso da una serie di concerti a livello nazionale.

## Discografia

### Album in studio
- 1997 – Diana ah Naid
- 1999 – I Don't Think I'm Pregnant
- 2004 – Beautiful Obscene
- 2010 – Diana Anaid
- 2017 – My Queen

### Album dal vivo
- 2007 – Live at the Bush Theatre

### Album di remix
- 1997 – Diana ah Naid

### Singoli
- 1997 – I Go Off
- 1997 – See Through
- 1998 – Leaving the Country
- 1998 – Oh No
- 1999 – Perfect Family
- 1999 – Paper Hat
- 2000 – Don't Believe in Love
- 2001 – Love Song for a Girl
- 2004 – Last Thing
- 2007 – Cheatin' on Me
- 2009 – Cynical on Waking
- 2017 – Can't Apologise
- 2018 – Better Girl
- 2018 – Leaving Town